# یواس‌اس هبرشام (ای‌کی-۱۸۶)
یواس‌اس هبرشام (ای‌کی-۱۸۶) (به انگلیسی: USS Habersham (AK-186)) یک کشتی بود که طول آن ۳۳۸ فوت ۶ اینچ (۱۰۳٫۱۷ متر) بود. این کشتی در سال ۱۹۴۴ ساخته شد.